# 阿普斯利·切里-加勒德
阿普斯利·切里-加勒德（1886年1月2日—1959年5月18日）是一位英国南极洲探险家，曾参与新地探險，写有描述此次探險的《世界上最糟糕的旅程》（The Worst Journey in the World）。